# Moselbad Cochem

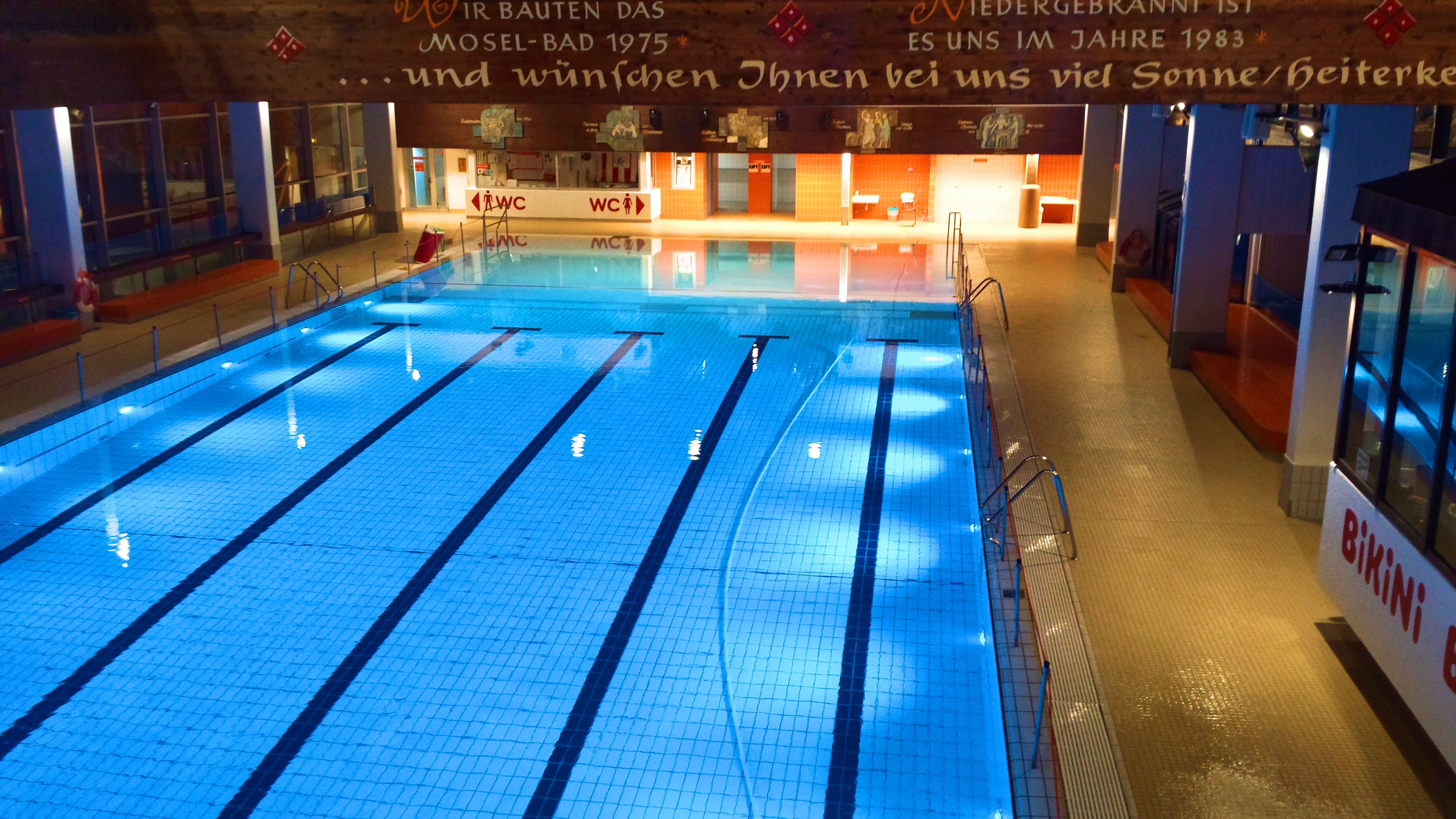
Das Wellenbad im Moselbad

Das Moselbad Cochem ist ein Schwimmbad in Cochem, das an der namensgebenden Mosel liegt. Es beinhaltet ein großes Becken, ein Erlebnisbad und ein sogenanntes Kinderland. Es wurde 1975 erbaut, 1983 brannte es ab. Danach wurde es wiedererrichtet.

## Lage
Das Moselbad liegt im Ortsteil Cond, in Flussrichtung der Mosel rechts an der Klottener Straße.

## Elemente
Im oberen Teil des Bades liegt ein Hallenwellenbad, wobei einmal in der Stunde der Wellenbetrieb stattfindet. Im weiter unten befindlichen Teil des Gebäudes ist das Erlebnisbad mit einer 55 Meter langen, geschlängelten Rutsche. Im untersten Teil der Anlage ist das Kinderland, bei dem es ein Auffangbecken für eine große und eine kleine Rutsche gibt, sowie ein Planschbecken mit maximal 20 cm Wasserhöhe.